# شارپسبرگ (کنتاکی)
شارپسبرگ (به انگلیسی: Sharpsburg) شهری در ایالت کنتاکی کشور ایالات متحده آمریکا است که جمعیت آن در سرشماری سال ۲۰۱۰ میلادی، ۳۲۳ نفر بوده‌است.